# Драгутин Аврамовски
Драгутин Аврамовски – Гуте (на македонска литературна норма: Драгутин Аврамовски – Гуте) е виден югославски художник.

## Биография
Роден е в 1931 година в Куманово, тогава в Югославия. Следва в Академията за приложни изкуства в Загреб. Автор е на множество самостоятелни и колективни изложби. Аврамовски е сред доайените на Дружеството на художниците на Македония в Скопие. Спада към абстракционистите. Занимава се също така с графика и живопис.
Умира в Скопие в 1986 година.